# ولاسیخا (سرزمین آلتای)
ولاسیخا (به لاتین: Vlasikha) یک منطقهٔ مسکونی در روسیه است که در سرزمین آلتای واقع شده‌است.